# Nettetal
Nettetal è una città di 42 508 abitanti della Renania Settentrionale-Vestfalia, in Germania.
Appartiene al distretto governativo (Regierungbezirk) di Düsseldorf ed al circondario (Kreis) di Viersen (targa VIE).
Nettetal si fregia del titolo di "Media città di circondario" (Mittlere kreisangehörige Stadt).

## Storia
La città di Nettetal fu creata nel 1970 dall'unione delle città di Kaldenkirchen e Lobberich, e dei comuni di Breyell, Hinsbeck e Leuth.

## Suddivisione amministrativa[2]
La città di Nettetal comprende 5 centri abitati (Stadtteil):
- Breyell
- Hinsbeck
- Kaldenkirchen
- Leuth
- Lobberich
- Schaag

## Gemellaggi[3]
- Caudebec-en-Caux, dal 1967
- Fenland, dal 1989
- Ełk, dal 1999

Nettetal intrattiene "relazioni amichevoli" (freundschaftliche Beziehungen) con:
- Rochlitz, dal 1990